# Wilhelm Adolph von Trützschler

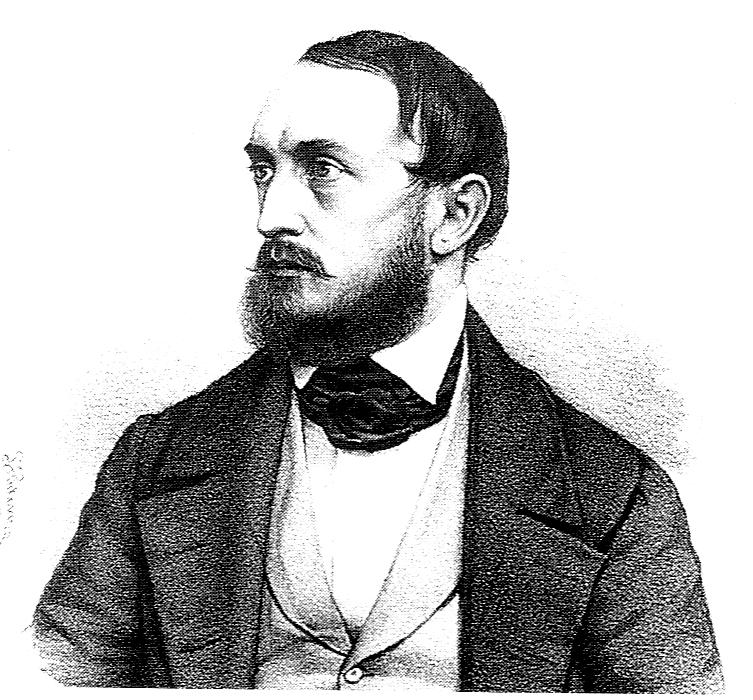
Porträt

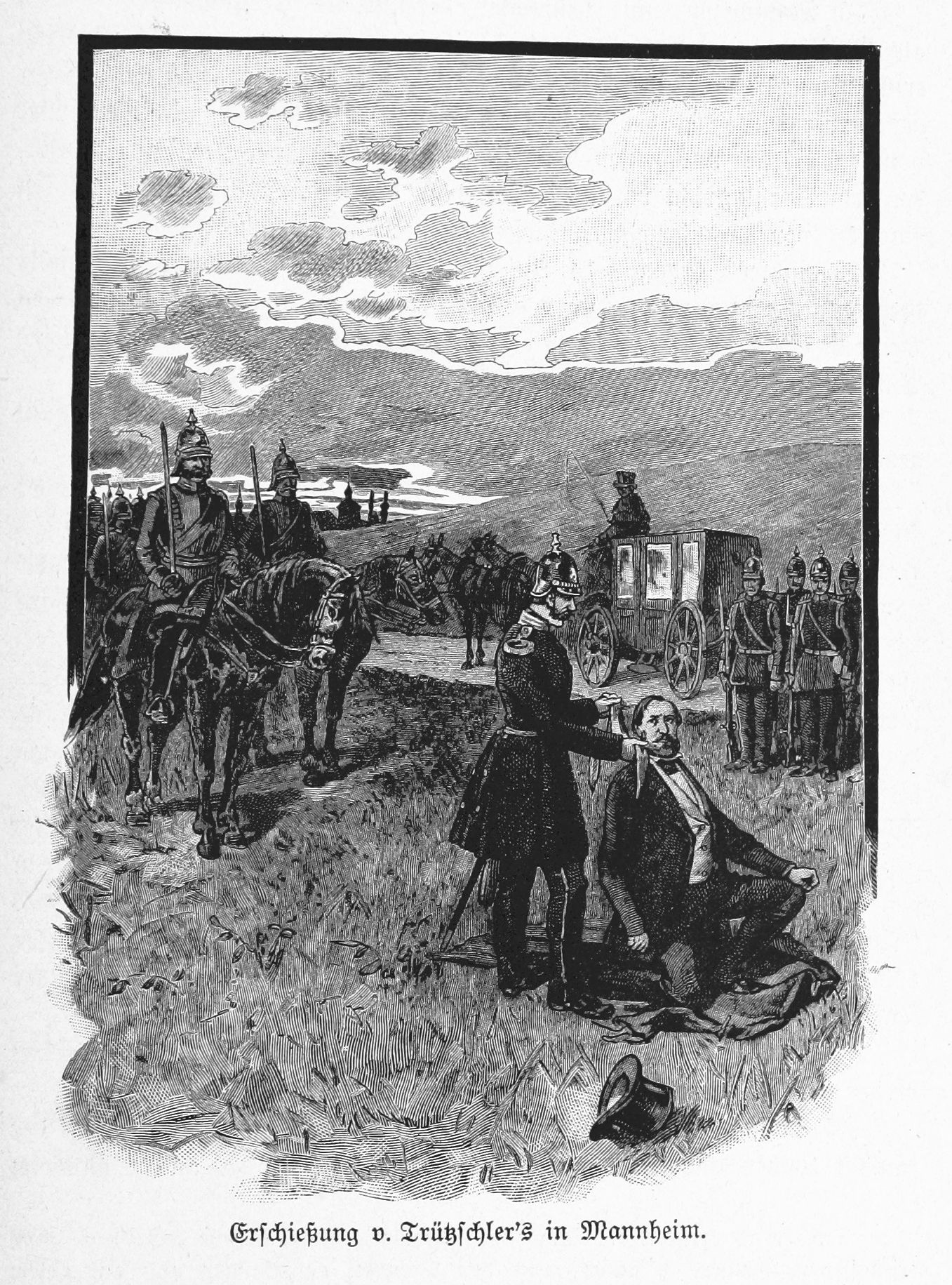
Erschießung Wilhelm Adolph von Trützschlers 1849 in Mannheim

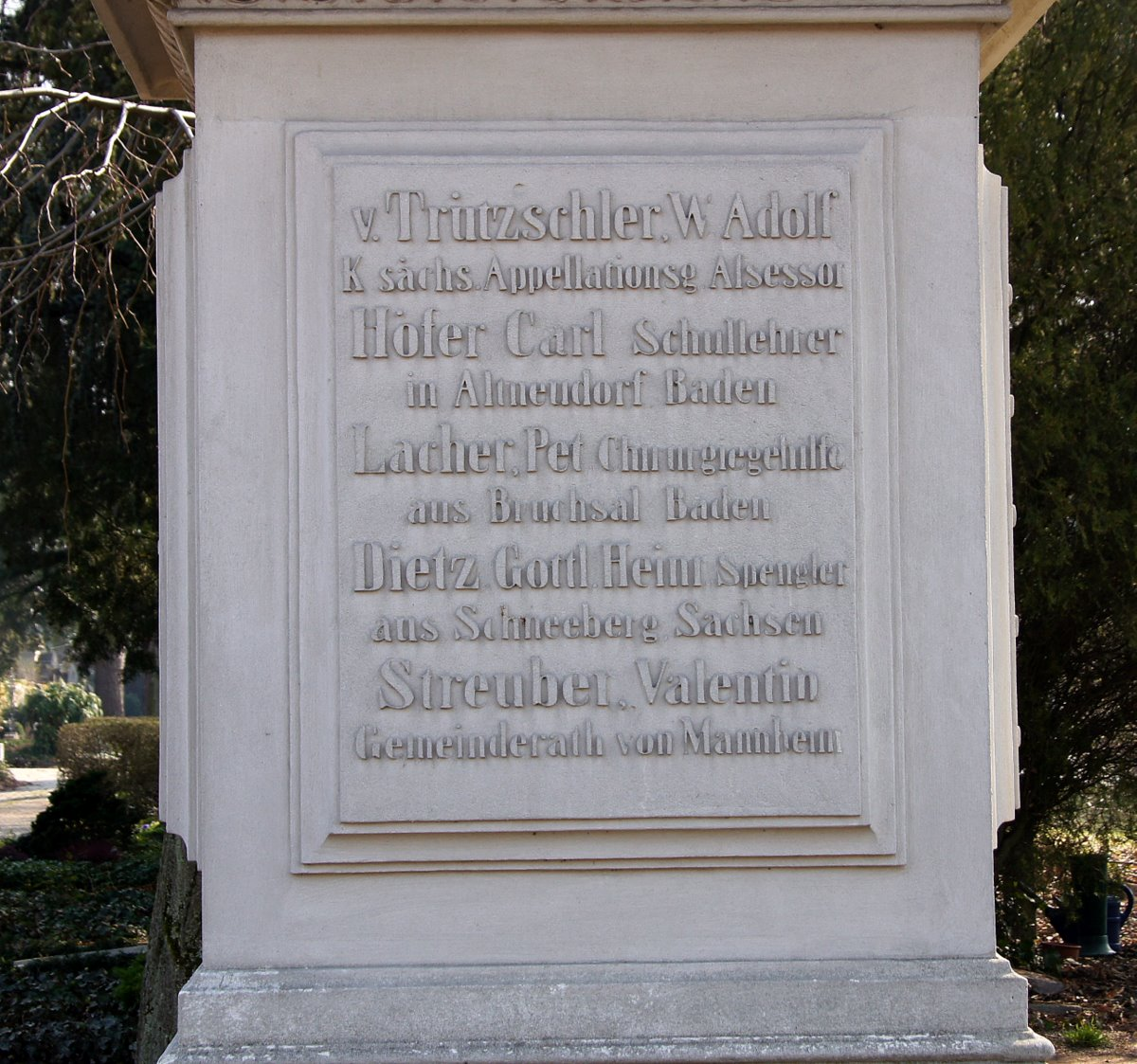
Steleninschrift des sog. Märtyrersteins auf dem Hauptfriedhof von Mannheim

Wilhelm Adolph von Trützschler (* 20. Februar 1818 in Gotha; † 14. August 1849 in Mannheim) war deutscher Politiker, Demokrat und Mitglied der Frankfurter Nationalversammlung sowie des Sächsischen Landtags.

## Leben und Wirken
Familie
Wilhelm Adolph stammte aus dem vogtländischen Geschlecht der von Trützschler. Seine Eltern waren der Geheime Regierungsrat, Politiker und Ehrenbürger von Gotha Franz Adolf von Trützschler (1792–1873) und seine Gattin Elisabeth geb. von Wangenheim.
Er heiratete am 15. Oktober 1843 Gabriele von Mandelsloh, Tochter des Friedrich Maximilian von Mandelsloh, (* 1790 in Dresden; † 1871 ebenda) ⚭ Mathilde Gräfin von Rüdiger (* 1804 in Dresden; † 1872 ebenda). Das Ehepaar hatte zwei Kinder.
- Maximilian Franz Adolf von Trützschler, Freiherr zum Falkenstein, auf Großenbehringen, Irrsingen etc. (* 7. August 1845 in Zwickau)[3] königlich sächsischer Rittmeister ⚭ 13. Oktober 1872 in Dresden Isidore Freiin von Uckermann-Bendeleben (* 13. Oktober 1850 in Dresden) 
  - Karoline von Trützschler Freiin zum Falkenstein (* 18. März 1875; † 19. Oktober 1919 in Berlin). ⚭ 25. September 1897 in Großenbehringen Georg von der Decken auf Rittershausen (* 20. Februar 1871 in Ritterhof; † 30. Dezember 1947 in Rittershausen), ⚮ 1906
- Oswald von Trützschler Freiherr zum Falkenstein auf Mühlberg (* 1846)[4], königlich sächsischer Leutnant ⚭ 29. Mai 1888 in Dresden Luise Welcott Leavitt (* 1858) aus Great Barrington, Massachusetts, USA.
  - Luise von Trützschler Freiin zu Falkenstein (* 21. Mai 1889 in Dresden) ⚭ auf Falkenstein Otto von Boyneburgk (* 4. Mai 1884 Großenhain; ⚔ 26. August 1914, bei Cul des Sarts, Wallonien, Belgien; † 1. August 1914 nahe der französisch-belgischen Grenze bei der Schlacht bzw. der Belagerung von Namur).[5]

Werdegang
Wilhelm Adolph studierte 1835/1836 Medizin in Leipzig und 1836–1840 Jura in Jena, Göttingen und Leipzig. In Jena schloss er sich vermutlich 1836 der burschenschaftlichen Gesellschaft auf dem Burgkeller an, in Leipzig stiftete er 1839 das Corps Montania. Er trat 1843 in den sächsischen Justizdienst ein. Durch sein freimütiges Auftreten erwarb er sich während der Märzrevolution große Beliebtheit und wurde im Mai zum Abgeordneten der Frankfurter Nationalversammlung gewählt. Er schloss sich der Donnersberg-Fraktion an. Auf dem Anfang des Jahres 1849 tagenden Sächsischen Landtag gehörte er als Vertreter des 46. Wahlbezirks der II. Kammer an und saß in der Verfassungsdeputation.
Am 26. Mai 1849 trat er in den Dienst der badischen Revolutionsregierung und amtierte zunächst als Zivilkommissär in Mannheim und dann als Regierungsdirektor des Unterrheinkreises.
Nach der Niederschlagung der Revolution durch preußische Truppen versuchte er – angeblich unter Mitnahme der Kreiskasse – zu fliehen. Nach der Konterrevolution in Mannheim, wurde er von einigen Mannheimer Bürgern und Dragonern festgehalten und den einrückenden preußischen Truppen übergeben. Als er verraten und von einer preußischen Streife gefangen genommen wurde, vertraute er auf seine Unantastbarkeit als Mitglied der Deutschen Nationalversammlung. Dennoch wurde ihm der Prozess gemacht. Die Anklage lautete unter anderem auf Majestätsbeleidigung, Aufruhr und Hochverrat. Am 13. August 1849 verkündete ein preußisches Standgericht das bereits vorher feststehende Urteil (Tod durch Erschießen), das schon am folgenden Tag, den 14. August 1849, durch ein preußisches Erschießungskommando auf dem Mannheimer Hauptfriedhof vollstreckt wurde. Dutzende weitere Todesurteile wurden von Kriegsgerichten im badischen Land gefällt und mit standrechtlicher Erschießung vollzogen. Tausende wurden zu langjährigen Haftstrafen verurteilt. Fast 80.000 Menschen flüchteten aus Baden, viele davon als Auswanderer nach Amerika. Unter ihnen war auch Gustav Struve, einer der Führer der Revolution in Baden, der im Amerikanischen Bürgerkrieg dann auf Seiten der Nordstaaten kämpfte. Ein Großteil der badischen Soldaten wurde in Strafkompanien versetzt. Eine Kriegssteuer, Einquartierungskosten und „freiwillige“ Zwangsanleihen wurden von der Bevölkerung erhoben. Alle Männer über 21 Jahre mussten in Kirchen den Huldigungseid auf den Großherzog leisten. Auch die Justiz und die Verwaltung wurden einer politischen Säuberung unterzogen. Am 18. August 1849 schließlich kehrte Großherzog Leopold endgültig wieder in seine Residenz Karlsruhe zurück, wo er drei Jahre später verstarb.

## Sonstiges

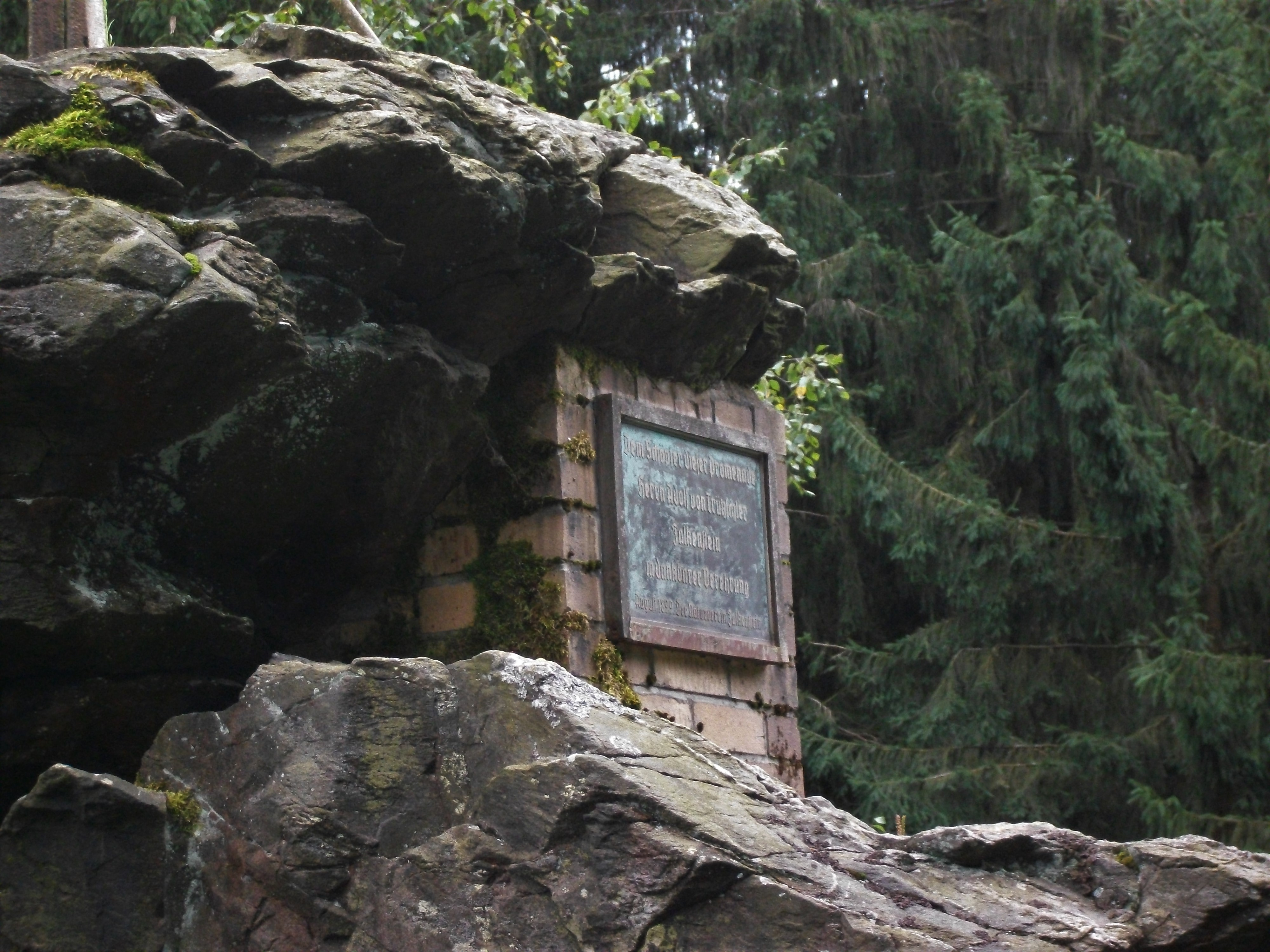
Gedenktafel Adolf von Trützschler auf dem Wendelstein in Grünbach/Vogtl.

Trützschler war wahrscheinlich Mitglied im Bund der Freimaurer. Er ist Namensgeber des Trützschler-Platzes in Gotha. Die Stadt Mannheim ehrte ihn durch das Namenspatronat der Trützschlerstraße. In Chemnitz OT Rabenstein und in Plauen im Vogtland ist eine Straße nach ihm benannt. Auf dem Hauptfriedhof von Mannheim erinnert eine Gedenksäule als Märtyrerstein an die Erschossenen von 1849. In Falkenstein im Vogtland wurde die Wilhelm-Adolph-von-Trützschler-Oberschule nach ihm benannt. Seit 2013 verleiht diese Schule am Schuljahresende den "Trützschler-Preis" an Schülerinnen und Schüler, welche sich durch besondere Leistungen ausgezeichnet haben.